# Macrolopholia ayersii
Macrolopholia ayersii är en insektsart som först beskrevs av Johann Gottlieb Otto Tepper 1896.  Macrolopholia ayersii ingår i släktet Macrolopholia och familjen gräshoppor. Inga underarter finns listade i Catalogue of Life.